# أدب الأنقاض
أدب الأنقاض (Trümmerliteratur) وتسمى أيضا Kahlschlagliteratur، وهي حركة أدبية بدأت بعد فترة وجيزة من الحرب العالمية الثانية في ألمانيا واستمرت حتى حوالي عام 1950. تهتم في المقام الأول بمصير الجنود السابقين والأسرى العائدين إلى ألمانيا. الجنود الذين توجب عليهم الوقوف أمام أنقاض بيوتهم ووطنهم، وكذلك أمام أنقاض أفكارهم وأيديولوجياتهم. كانت القصص القصيرة الأمريكية بمثابة نموذج لمؤلفي هذه الحقبة. وكانت اللغة المتبعه لغة بسيطة ومباشرة، موجزة دون تقييم العالم المدمر، أو التقيد بمعايير القصص القصيرة، من حيث المكان وزمان السرد والشخصيات.

## أهدافه
يشار إلى آداب هذه الحقبة أيضًا باسم Kahlschlagliteratur ("الكتابات الواضحة") ، وكان هدف روادها استخدام جمل مختصرة ولغة واضحة كرد على إساءة استخدام اللغة الألمانية من قبل النازيين. حاولوا إظهار الواقع كما كان دون أي حشو من جهة نظر العوام. كان الهدف من أدب الأنقاض المساعدة في التعامل مع الماضي وتخليق المستقبل، وتحليل أسئلة الحقيقة، والمسؤولية، وأسباب الحرب والمحرقة، وكذلك العمل كتصويب لعملية الإصلاح السياسي والاجتماعي لألمانيا.

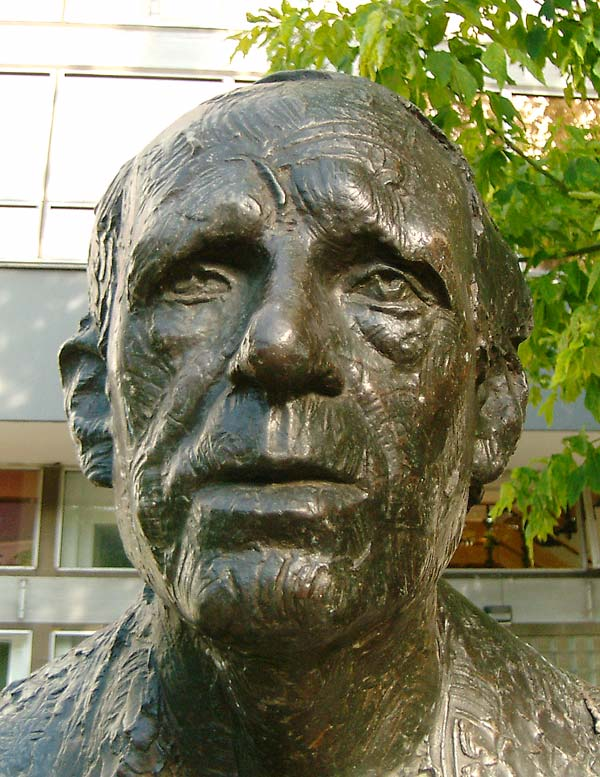
نصب تذكاري لهاينريش بول أحد رواد أدب الأنقاض

## رواده
أهم رواد أدب الأنقاض كان ڤولفگانگ فايراوخ الذي دفع باتجاه الواقعية السحرية، إضافة إلى هاينريش بول الحاصل على جائزة نوبل عام 1972